# 若竹杯
若竹杯（わかたけはい）は、日本棋院が主催する囲碁の棋戦。2018年創設。日本棋院関西総本部に所属する40歳以下の棋士によって争われる。非公式戦。

## 概要
竹村肇（たけむら はじむ）の協賛を得て、2018年に創設。竹村は酒造メーカーの飯田グループの相談役・取締役で、宝酒造杯の創設にも多大な貢献をした。2019年には、これらの功績によって大倉喜七郎賞を受賞している。
- 主催：日本棋院
- 後援：スポーツニッポン新聞社（第4回 - ）
- 協賛：竹村肇
- 優勝賞金：50万円（第10回。第1回は10万円、第2-6回は20万円、第7回は40万円、第8回は30万円、第9回は40万円）

## 方式
- 関西総本部に所属する40歳以下の棋士のうち、出場を希望する棋士が出場できる。また、参加申込棋士が16名に満たない場合は、協賛が参加棋士を推薦できる。
- 出場棋士によるトーナメント戦で優勝者を決定する。
  - 第1-7回は、本戦に出場できる棋士は16名で、参加申込棋士が16名を超えた場合は年齢の高い棋士から予選を行っていた。
- コミ6目半、持ち時間1時間30分。
- 2018年に第1回が開催され、2019-2021年は年に2回開催された。2022年以降は年1回の開催。

## 歴代優勝者と決勝戦
（左が優勝者）
1. 2018年10月　金沢真 - 荒木一成
2. 2019年05月　村本渉 - 大谷直輝
3. 2019年12月　村松大樹 - 吉川一
4. 2020年04月　大橋成哉 - 村本渉
5. 2020年12月　村本渉 - 中野奨也
6. 2021年04月　村本渉 - 村松大樹
7. 2021年12月　坂井嵩司 - 村本渉
8. 2022年07月　三戸秀平 - 村松大樹
9. 2023年05月　三戸秀平 - 大橋成哉
10. 2024年05月　村松大樹 - 村本渉